# 卡利斯 (路易斯安那州)
卡利斯（英語：Carlyss）是位於美國路易斯安那州卡爾克蘇堂區的一個普查規定居民點。

## 人口
根據2020年美國人口普查的數據，卡利斯的面積為28.74平方千米，當中陸地面積為28.65平方千米，而水域面積為0.09平方千米。當地共有人口5101人，而人口密度為每平方千米177.49人。